# Darkness Descends
| Críticas profissionais | Críticas profissionais |
| Avaliações da crítica  | Avaliações da crítica  |
| Fonte                  | Avaliação              |
| ---------------------- | ---------------------- |
| Allmusic               | [ 1 ]                  |

Darkness Descends é o segundo álbum de estúdio da banda de thrash metal Dark Angel, lançado em 1986. O álbum é o primeiro lançamento com Gene Hoglan na bateria.
Em agosto de 2014, a revista  Revolver colocou Darkness Descends em sua lista "14 Álbuns de Thrash que Você Precisa Ter".

## Faixas
| N.º | Título                           | Letras                   | Música                          | Duração |  |
| 1.  | "Darkness Descends"              | Gene Hoglan              | Jim Durkin, Gene Hoglan         | 5:49    |  |
| 2.  | "The Burning of Sodom"           | Durkin, Hoglan, Don Doty | Durkin, Eric Meyer              | 3:16    |  |
| 3.  | "Hunger of the Undead"           | Hoglan                   | Durkin, Hoglan, Meyer           | 4:16    |  |
| 4.  | "Merciless Death"                | Durkin, Doty             | Durkin                          | 4:04    |  |
| 5.  | "Death Is Certain (Life Is Not)" | Hoglan                   | Durkin, Hoglan, Meyer, Rob Yahn | 4:15    |  |
| 6.  | "Black Prophecies"               | Hoglan                   | Durkin, Hoglan                  | 8:29    |  |
| 7.  | "Perish in Flames"               | Doty                     | Durkin                          | 4:49    |  |

Relançamento Century Media 1998
| N.º | Título                                           | Letras        | Música                  | Duração |  |
| 8.  | "Merciless Death (Ao Vivo)"                      | Durkin, Doty  | Durkin                  | 3:44    |  |
| 9.  | "Perish in Flames / Darkness Descends (Ao Vivo)" | Doty / Hoglan | Durkin / Durkin, Hoglan | 8:27    |  |

## Créditos

### Estúdio
- Don Doty - vocal
- Eric Meyer - guitarra
- Jim Durkin - guitarra
- Rob Yahn - baixo
- Gene Hoglan - bateria

### Ao vivo
- Ron Rinehart - vocal
- Mike Gonzalez - baixo